# الضيعة الجديدة
بلدية الضيعة الجديدة في وادي الحجارة أو (نقحرة: ألديانويفا دي غوادالاخارا) (بالإسبانية: Aldeanueva de Guadalajara) هي بلدية تقع في مقاطعة وادي الحجارة التابعة لمنطقة قشتالة والمنجى وسط إسبانيا.

## الديموغرافيا
بلغ عدد سكان بلدية ألديانويفا دي وادي الحجارة 107 نسمة عام 2011 (وفقاً للمعهد الوطني الإسباني للإحصاء).
| 107 | 105 | 111 | 116 | 116 | 106 | 107 |